# Емуедже Огбіагбева
Емуедже Огбіагбева (англ. Emueje Ogbiagbevha; нар. 10 лютого 1990) — нігерійська футболістка, нападниця білоруського клубу «Мінськ».

## Життєпис
На батьківщині грала за «Пелікан Старз». У 2009 році виїхала до Росії, де грала за вищолігові клуби «Росіянка» та «Енергія» (Воронеж). У складі «Росіянки» в 2010 році виграла «золотий дубль» (чемпіонат та кубок країни), а також звання найкращого бомбардира Вищої ліги. Потім перебралася до Казахстану, де грала за «БІІК-Казигурт». У складі «Енергії» та «Казигурта» виступала в жіночій Лізі чемпіонів. З 2016 року захищає кольори ФК «Мінськ» з Вищої ліги Білорусі.
Викликалася до збірної Нігерії.